# Lagothrix lagotricha
El mono Humboldt, mono choyo, mono barrigudo, mono lanudo gris o mono choro (Lagothrix lagothicha), es una especie de primate platirrino perteneciente a la familia Atelidae. Es una de las cuatro especies del género Lagothrix (monos lanudos) y habita principalmente en la Amazonia, al suroeste de Colombia, y en pequeñas regiones al norte de Ecuador, Perú, Brasil y al sur de Venezuela.
Es una de las especies más grandes de monos del Nuevo Mundo, y al igual que las otras especies del género Lagothrix, se caracterizan por la textura lanosa de su pelaje, el cual varía desde gris claro hasta castaño obscuro, y una cola muy larga y prensil, la cual funciona como un quinto miembro durante la locomoción.
Son animales sociales que forman grupos numerosos integrados por individuos de todas las edades. Utilizan una gama amplia de vocalizaciones, las cuales aplican para comunicarse durante las interacciones sociales. Son primates diurnos, arbóreos, y se alimentan particularmente de frutos que encuentran sobre las ramas de los árboles.
La UICN lo clasifica como especie vulnerable, a causa del declive poblacional propiciado por la destrucción de su hábitat, la caza, y el comercio ilegal como mascota. Dentro de su área de distribución, repartida entre los tres países en los que habita, existen varios parques naturales y áreas protegidas que comprenden una superficie de alrededor de 50 000 km².

## Taxonomía y filogenia

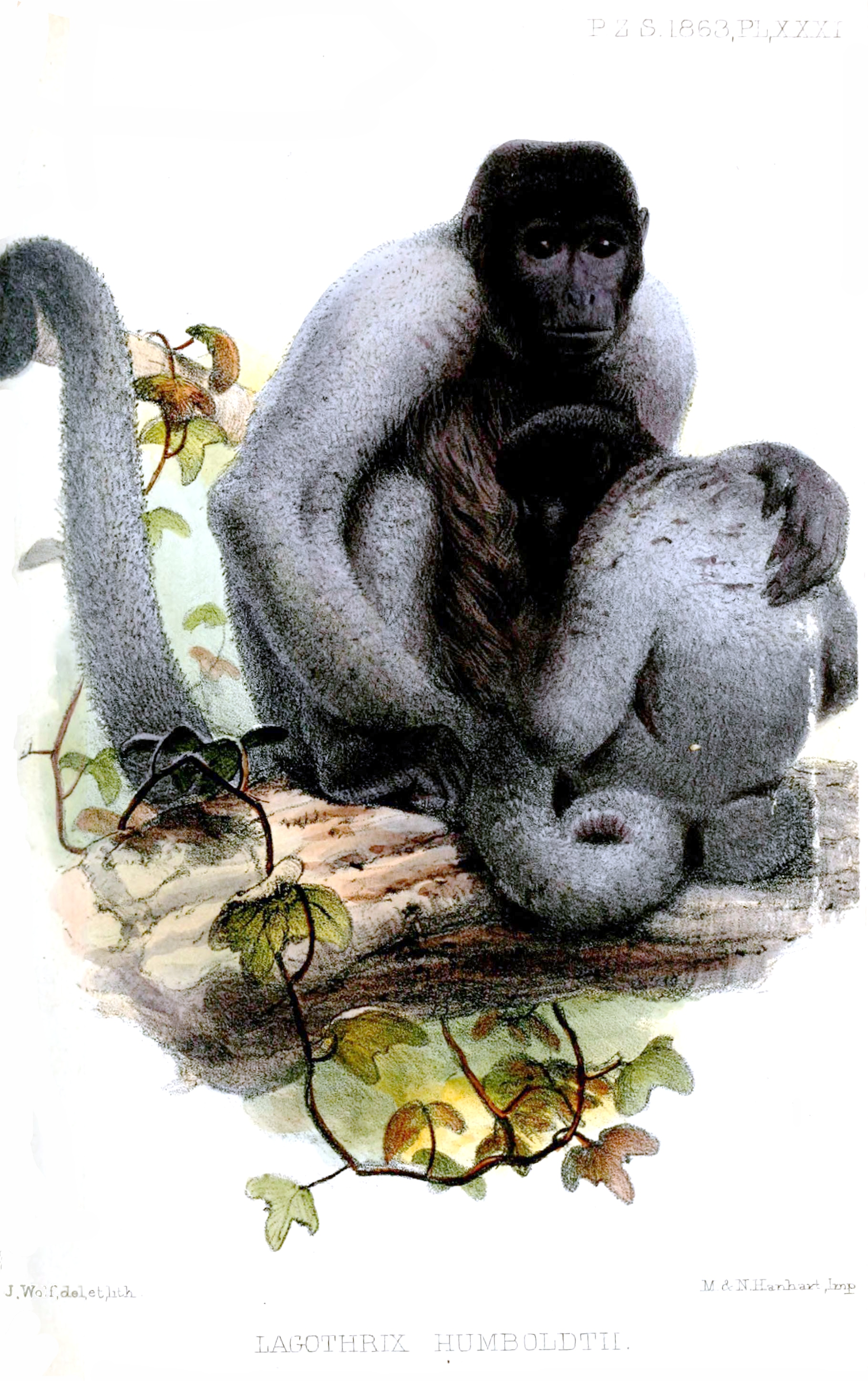
Ilustración de 1963 de Lagothrix lagotricha.

Se han atribuido dos nombres específicos para esta especie: lagotricha y lagothricha. En la publicación de von Humboldt de 1812 incluye las dos versiones. En 1963, Fooden optó por el nombre lagothricha de acuerdo al Código Internacional de Nomenclatura Zoológica; algunos autores como Groves no aceptan el término, adoptando el epíteto lagotricha. En la misma publicación, Fooden, reconoce cuatro subespecies: L. l. lagothricha; L. l. poeppigii; L. l.cana; y L. l. lugens. Estas subespecies fueron elevadas al estatus de especie por Groves en 2005; sin embargo Defler considera que esta clasificación basada solamente en el examen de sus pieles, no es concluyente para las especies L. lagothricha y L. lugens, y las sigue considerando subespecies de L. lagothricha. Investigaciones realizadas en ADN mitocondrial muestran diferencias significativas entre los dos taxones, pero la falta de evidencia de aislamiento reproductivo impide que se puedan clasificar como especies distintas. Otro estudio permite concluir que recientemente existió un evento de cuello de botella en las poblaciones colombianas del género, por lo cual la homogeneidad de estas poblaciones no apoyan la clasificación de L. lugens —endémico de Colombia— como especie.

## Distribución y hábitat
La especie habita al norte del Amazonas principalmente en territorio de Colombia; también se encuentra al extremo norte de Perú, noreste de Ecuador, algunas regiones al noroeste de Brasil y al sur de Venezuela. En Colombia se distribuye en la Amazonia colombiana y el sur de la Orinoquia; entre los Andes colombianos al occidente, el río Negro al oriente y entre el río Uva, afluente del río Guaviare, al norte y el Amazonas al sur. Por el oriente su presencia se extiende hasta el Orinoco y es posible que habite al sur de Venezuela, entre el Orinoco y el canal del Casiquiare. Sin embargo, hasta el momento no se ha informado de ningún ejemplar en esta ubicación.
Habita principalmente en bosques primarios húmedos, en los cuales se ubican principalmente en el dosel medio y alto, dependiendo de la altura de los árboles, entre 10 y 30 metros de altura.

## Biología

### Descripción

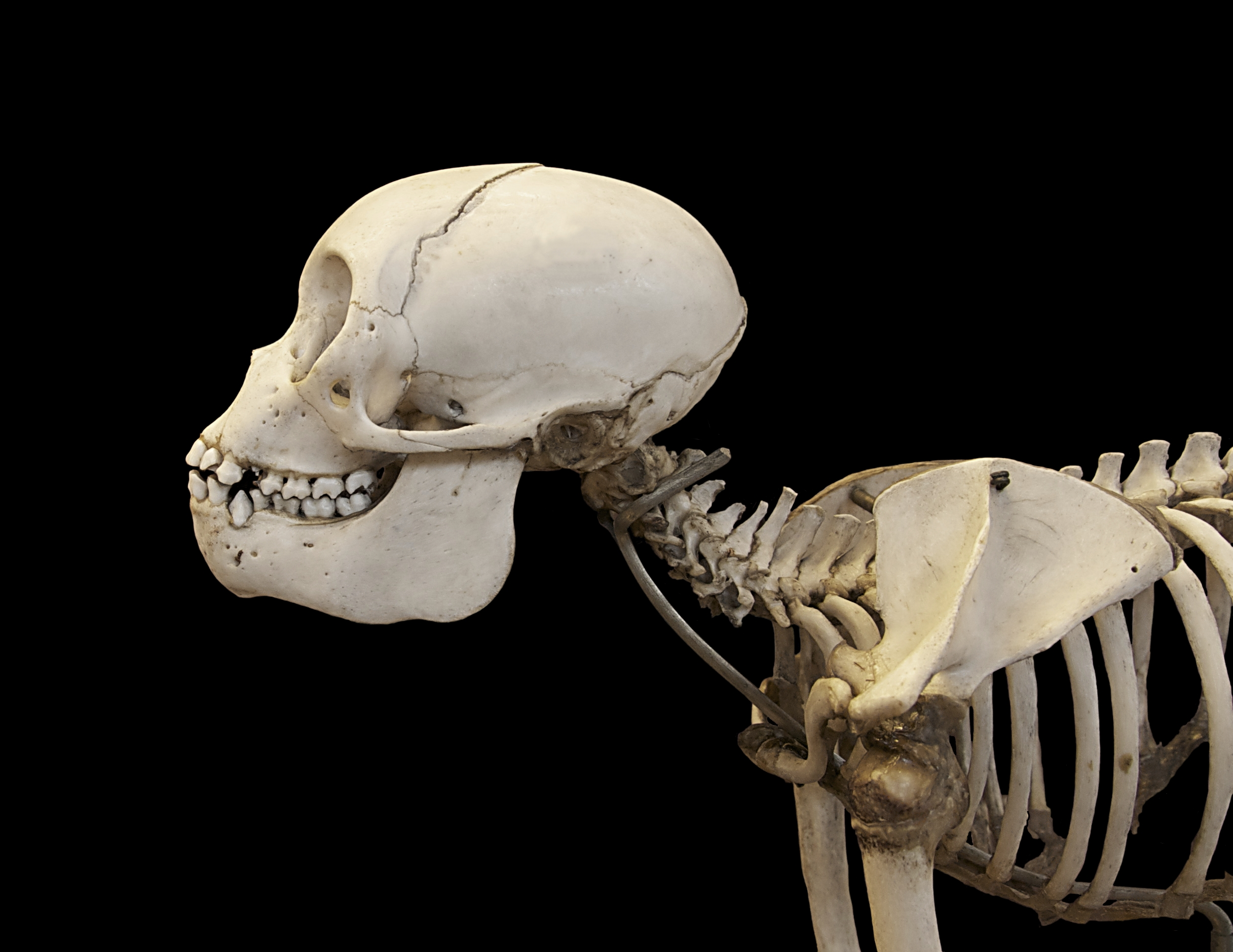
Cráneo y esqueleto superior de Lagothrix lagotricha.

L. lagotricha es una especie grande entre los monos del Nuevo Mundo. La longitud corporal oscila entre 45 y 55 cm, la cola es más larga que el cuerpo y mide entre 60 y 65 cm; el peso promedia los 7 kg, con datos de ejemplares que llegan a los 11,5 kg e incluso hasta 15 kg en cautiverio. Existe dimorfismo sexual marcado; los machos son más robustos, de aspecto musculoso y de frente más prominente en comparación con las hembras. El color del pelaje es variable, oscila desde castaño hasta gris claro. En dos machos examinados el peso promedio del cerebro fue de 110 g y se calculó un cociente de encefalización de 2.38 superior a la mayoría de los otros platirrinos, similar al de los chimpancés, pero muy inferior al de los humanos que tienen cerca de 7.5.

### Ecología
En observaciones realizadas en inmediaciones al río Apaporis, Colombia, los grupos se integran por 20 a 24 animales de todas las edades. Estos grupos se dividen temporalmente durante la búsqueda de alimento, pero se congregan de nuevo al caer la noche. Esta disgregación del grupo parece obedecer a la baja oferta de alimentos. Durante la noche los grupos duermen en árboles altos entre 25 y 35 metros del suelo.
El territorio registrado oscila entre 160 y 460 ha y la distancia diaria recorrida promedió en 2 sitios diferentes 1633 m y 2880 metros. La densidad de población registrada en diferentes estudios suma entre 3,5 y 28 animales por km².
En varios estudios se cuantificó el uso del tiempo de L. lagotricha; con tiempos de descanso que oscilan entre de 29,9% y 36%, de alimentación entre 25,5% y 37,3%, entre 24% y 38,3% movilizándose, y entre 4% y 10,1% en otras actividades. Durante las actividades diurnas que exigen desplazamiento lo hacen en una posición cuadrúpeda el 41% del tiempo, trepa durante el 38,8% del tiempo y brinca durante el 10,8% del tiempo. El uso de la braquiación es escasa y lo hace con menos frecuencia que las especies de monos araña y muriquís.

### Dieta
Su dieta es principalmente frugívora. En un estudio realizado en 2006, alrededor del 83% del alimento consistió en frutos y semillas, aproximadamente el 12% de hojas, flores y brotes, y solo un 5% fueron invertebrados. La mayor parte de los frutos consumidos son poco apetecidos por sus parientes más pequeños, esto principalmente por la dureza de la corteza, la cual requiere una mordida más fuerte para consumirlos. Adicionalmente, al hacer parte algunas semillas parte de su dieta, son dispersores eficientes que contribuyen a la conservación de los bosques donde habita. En el mismo estudio los árboles que principalmente que le servían de sustento pertenecían a la familia Sapotaceae y en menos grado de las familias Moraceae y Leguminosae. En otros estudios adelantados en el Parque nacional natural Tinigua (Colombia) los árboles de la familia Moraceae constituían su principal fuente de alimento y los de la familia Sapotaceae se restringían a un segundo plano.

### Comportamiento

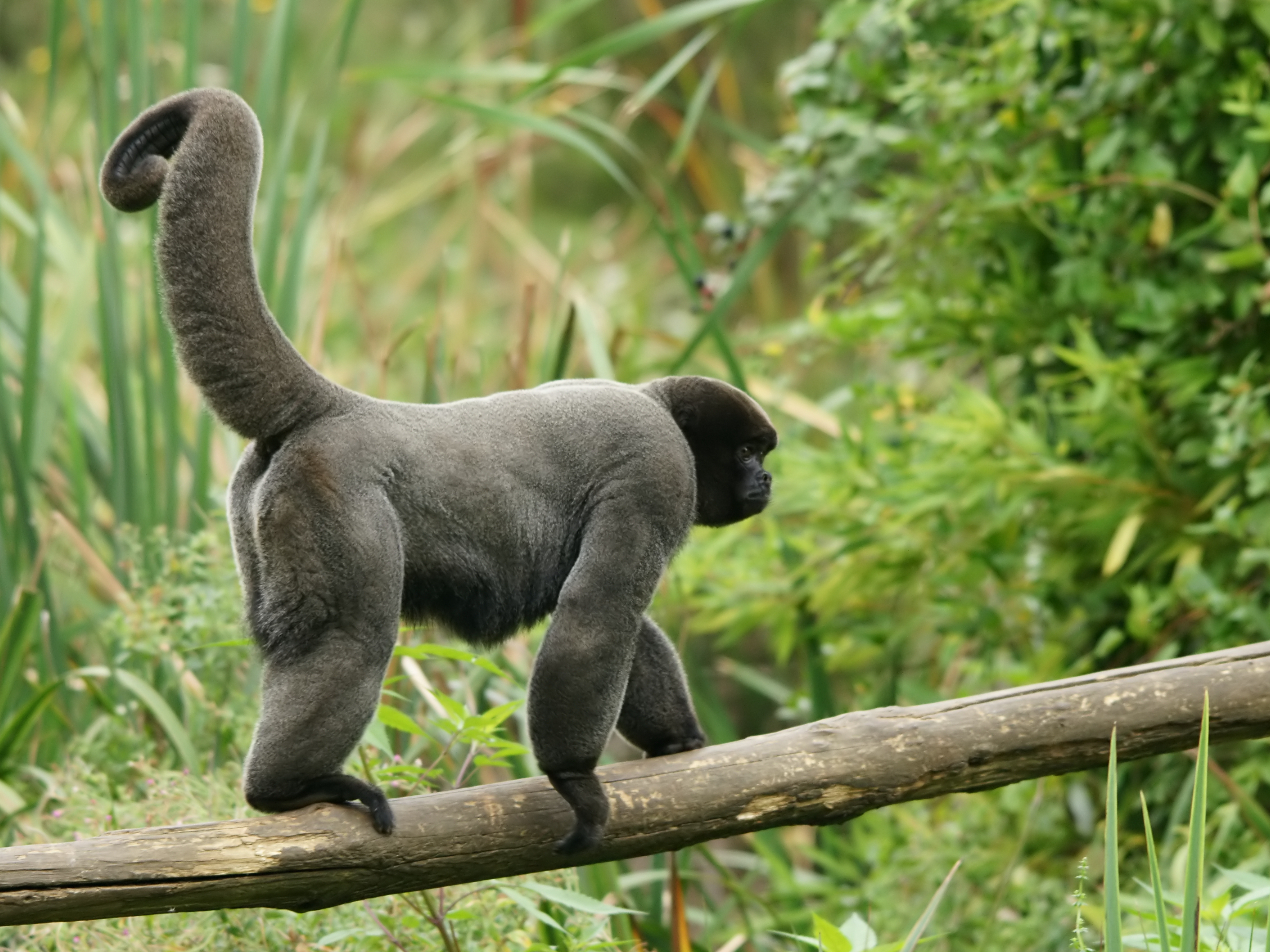
El modo de locomoción predilecta del mono lanudo es la posición cuadrúpeda.

Es una especie social donde los machos y hembras mantienen estrecha relación entre sí. El acicalamiento no es habitual y cuando ocurre involucra al dueto madre-hijo. Aparentemente los machos permanecen de por vida en su grupo natal y son las hembras las que se desplazan a grupos diferentes. Exhiben cuidado parental y el cuidado de los infantes es tarea de todos los miembros del grupo.
Llegan a la adultez entre los 5 y 7 años de edad. En los grupos existe un macho dominante que reclama el derecho exclusivo de copular con las hembras. Tienen un ciclo estral de entre 12 y 49 días y el estro dura entre 3 y 4 días. El periodo de gestación es de cerca de 225 días (7,5 meses). De cada hembra nace una cría cada 2 años; sin embargo, se han registrado partos gemelares. Al nacer las crías pesan alrededor de 140 g. Son cargados por la madre durante el primer mes sobre su abdomen, habitualmente logran trepar a la espalda de la madre a las 6 semanas, se empiezan a separan de ella a las 8 semanas y son completamente independientes a los 5 meses. El periodo de lactancia se extiende de los seis a doce meses de edad.
Los monos lanudos son animales vocales que emiten gran variedad de sonidos con diferente finalidad. Entre estos se destaca un grito de gran intensidad que les permite ubicar a grupos o individuos distantes y un chillido agudo de alta frecuencia que emiten cuando son agredidos, y que al parecer tiene un efecto disuasivo. Dentro de las interacciones sociales emiten otra serie de sonidos de menor intensidad que les facilitan estas relaciones mientras se alimentan, juegan, riñen o se comunican con los infantes.
Comparten su hábitat con otras especies de primates y con frecuencia se los observa junto a monos ardilla comunes (Saimiri sciureus) y monos maiceros (Sapajus apella); con menos frecuencia se acompañan de capuchinos de frente blanca (Cebus albifrons) y uacaris calvos (Cacajao calvus). A su vez, sus actividades alimenticias atraen a algunas aves y mamíferos que se alimentan de insectos y frutos arrojados al suelo por los churucos.

### Depredadores
Por su tamaño es poco probable que los monos lanudos sean alimento de depredadores. Sin embargo, se ha registrado depredación de individuos no adultos por parte de águilas poma (Spizaetus isidori), águilas harpía (Harpia harpyja) y águilas monera (Morphnus guianensis). También es probable que felinos nocturnos y arbóreos como el ocelote (Leopardus pardalis), el tigrillo (Leopardus wiedii) e incluso el puma (Puma concolor) puedan sorprenderlos durante la noche.

## Conservación
En la Lista Roja de la UICN la especie se considera como vulnerable, pues se piensa que existe un declive en la población de por lo menos el 30% en tres generaciones (45 años), causado principalmente por la caza para el aprovechamiento de su carne y la pérdida continua de su hábitat para despejar terrenos cultivables. También se encuentra listada dentro del apéndice II de la CITES. Otra amenaza es el tráfico de mascotas, dentro del cual generalmente se produce la muerte de las madres de los infantes atrapados; estos con el tiempo, por lo general, son maltratados y abandonados, lo que usualmente los conduce a la muerte en cautiverio. En Colombia, donde se distribuye principalmente la población de la especie, su comercio se encuentra prohibido, sin embargo, esto no limita totalmente esta actividad.
En los tres países que habita, se encuentra presente en las siguientes áreas protegidas: en Brasil, dentro de la Estación Ecológica Juami-Japurá (8320 km²); en Colombia dentro de los parques nacionales naturales Amacayacu (2930 km²) La Paya (4420 km²), Cahuinarí (5755 km²) y Sierra de Chiribiquete (12 800 km), y la Reserva nacional natural Nukak (8550 km²); y en Ecuador en el Parque nacional natural Sumaco-Napo (2052 km²) y las reservas ecológicas de Cayambe-Coca (4030 km²), Cofán-Bermejo (554 km²) y Cuyabeno.